# マフグ
マフグ（真河豚、学名：Takifugu porphyreus）はフグ科に属する魚の一種。別名「クロフグ」、「ナメラフグ」、「フグトン」、「メアカ」、「モンツキ」など。

## 分布
日本海、東シナ海に分布する。

## 特徴
体長は40cmほどで、トラフグやシマフグよりは小型。背面は褐色で、臀鰭が黄色を帯びる。胸鰭後方と背鰭の基部に大きな黒い紋がある。背鰭は12-17軟条、臀鰭は11-15軟条。
甲殻類や軟体動物を食べる。
肝臓や卵巣（いずれも猛毒）をはじめ、皮膚や腸（いずれも強毒）、血液にも強毒を持つ。筋肉と精巣は無毒。

## 食用
筋肉が食用となる。トラフグよりも旨み成分が多い為、近年人気が高まっている。また、北海道の初山別村ではマフグ漁が盛んで、マフグ料理が村の名物として親しまれている。
稀にムキフグに加工された小さなものが店頭に並ぶこともある。
養殖は行われていない。